# Tetración

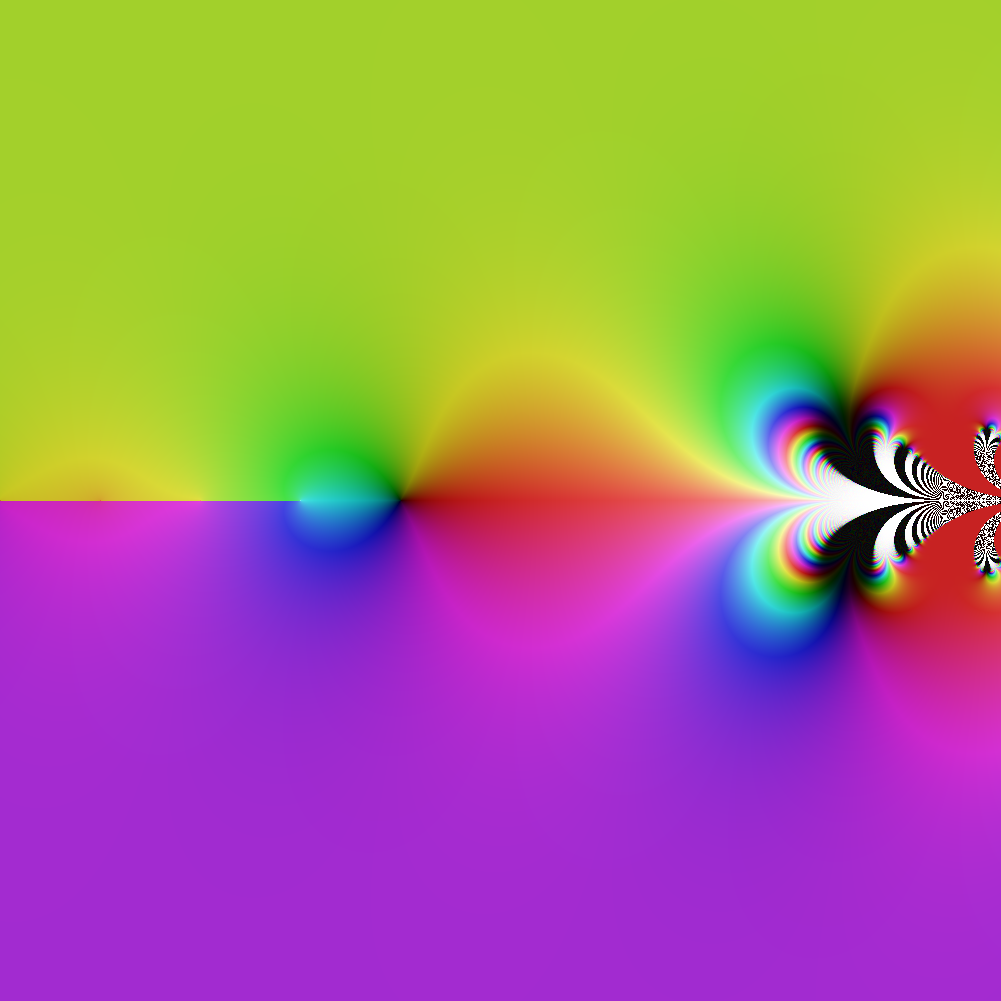
Coloreado del dominio de la tetración definida como función holomorfa, con el tono representando el argumento y el brillo representando el módulo.

En matemáticas, la tetración (o hiper-4) es el siguiente hiperoperador después de la exponenciación, y es definida como una exponenciación iterada. La palabra proviene de tetra (cuatro) y ción (iteración). La tetración es usada para la notación de los números muy grandes.

## Introducción
Para entender la tetración hay que entender la relación jerárquica que tienen la suma, la multiplicación y la exponenciación: las multiplicaciones pueden entenderse como sumar repetidas, la exponenciación como multiplicaciones repetidas y la tetración como exponenciaciones repetidas. Todas estas operaciones repetidas forman una jerarquía de "hiperoperaciones" que consisten en repetir cierto número de veces la operación de nivel inferior. Aquí se presentan ejemplos de los primeros cuatro operadores, con la tetración como el primer hiperoperador.
1. Adición
{\displaystyle a+n=a+\!\underbrace {1+1+...+1} _{n}}
la unidad 1 agregada a  "a"  n veces.
2. Multiplicación
{\displaystyle a\times n=\underbrace {a+a+\cdots +a} _{n}}
a sumado a sí mismo, n veces.
3. Exponenciación
{\displaystyle a^{n}=\underbrace {a\times a\times \cdots \times a} _{n}}
a multiplicado por sí mismo, n veces.
4. Tetración
{\displaystyle {^{n}a}=\underbrace {a^{a^{\cdot ^{\cdot ^{a}}}}} _{n}} Faltan los paréntesis en los exponentes
a exponenciado por sí mismo, n veces.

Donde cada operación es definida mediante la iteración de la operación previa (la siguiente operación en la sucesión es la pentación). La peculiaridad de la tetración entre estas operaciones es que para las tres primeras (adición, multiplicación y exponenciación) pueden ser generalizadas para valores complejo de n, mientras que para la tetración, tal generalización regular no ha sido todavía establecida; la tetración no es considerada una función elemental.
La adición ({\displaystyle a+n}) es la operación más básica, la multiplicación ({\displaystyle an}) es también una operación primaria, aunque para los números naturales puede ser pensada como una adición encadenada que implica n números a, y la exponenciación ({\displaystyle a^{n}}) puede ser pensada como una multiplicación encadenada que implica n números a. Análogamente, la tetración ({\displaystyle ^{n}a}) puede ser pensada como una potencia encadenada que implica n números a. El parámetro a puede ser llamado parámetro base en lo siguiente, mientras que el parámetro n puede llamarse en lo siguiente parámetro-altura (que es entero en primera aproximación, pero que puede ser generalizado a  alturas fraccionales, reales y complejas, ver más abajo).

## Definición
Para cualquier número real positivo {\displaystyle a>0} y un número entero no negativo {\displaystyle n\geq 0}, se define {\displaystyle \,\!{^{n}a}} como:
{\displaystyle {^{n}a}:={\begin{cases}1&{\text{si }}n=0\\a^{\left[^{(n-1)}a\right]}&{\text{si }}n>0\end{cases}}}

### Ejemplos de potencias iteradas contra bases iteradas/potenciación
Como se puede ver de la definición, al evaluar la tetración, esta es expresada como una "torre de exponentes", la potenciación se realiza en el nivel más alto primero para que esta sea irreducible. Dicho de otro modo:
{\displaystyle \,\!^{4}2=2^{(2^{(2^{2})})}=2^{(2^{4})}=2^{16}=65536}
Nótese que la potenciación no es asociativa, así que evaluar la expresión en otro orden proporcionará una respuesta diferente además de incorrecta:
{\displaystyle \,\!\ ^{4}2=((2^{2})^{2})^{2}=({4^{2}})^{2}=16^{2}=256}
Se simplificaría a 2^(2^(4-1))=2^(2^3)=2^8=256, que es una doble exponencial.
Por lo tanto, las torres exponenciales deben ser evaluadas de arriba abajo (o de derecha a izquierda), ya que la tetración es una función exponencial iterada.

## Propiedades
La tetración tiene varias propiedades que son similares a la exponenciación, así como propiedades que son específicas de la operación y que se pierden o ganan con la exponenciación. Debido a que la exponenciación no es conmutativa, las reglas del producto y de la potencia no tienen un análogo con la tetración; las afirmaciones {\textstyle {}^{a}\left({}^{b}x\right)=\left({}^{ab}x\right)} y {\textstyle {}^{a}\left(xy\right)={}^{a}x{}^{a}y} no son ciertas para la mayoría de los casos.
Sin embargo, la tetración sigue una propiedad diferente, en donde {\textstyle {}^{a}x=x^{\left({}^{a-1}x\right)}}. Este hecho se ve más claramente usando una definición recursiva. De esta propiedad, se sigue que {\displaystyle \left({}^{b}a\right)^{\left({}^{c}a\right)}=\left({}^{c+1}a\right)^{\left({}^{b-1}a\right)}}, lo que permite intercambiar b y c en ciertas ecuaciones. La demostración de este hecho va como sigue:
{\displaystyle {\begin{aligned}&\left({}^{b}a\right)^{\left({}^{c}a\right)}\\={}&\left(a^{{}^{b-1}a}\right)^{\left({}^{c}a\right)}\\={}&a^{\left({}^{b-1}a\right)\left({}^{c}a\right)}\\={}&a^{\left({}^{c}a\right)\left({}^{b-1}a\right)}\\={}&\left({}^{c+1}a\right)^{\left({}^{b-1}a\right)}\end{aligned}}}
Cuando un número x y 10 son coprimos, entonces es posible computar las últimas m cifras decimales de {\displaystyle \,\!\ ^{a}x} usando el teorema de Euler, para cualquier entero m. Esto es cierto también en otras bases: por ejemplo, las últimas m cifras octales de {\displaystyle \,\!\ ^{a}x} pueden ser calculadas cuando x y 8 son coprimos.

## Generalizaciones
La tetración puede generalizarse de dos maneras diferentes; en la ecuación {\displaystyle ^{n}a!}, tanto la base a como la altura n pueden generalizarse utilizando la definición y las propiedades de la tetración. Aunque la base y la altura pueden generalizarse más allá de los enteros no negativos a diferentes dominios, incluyendo {\displaystyle {^{n}0}}, funciones complejas como {\displaystyle {}^{n}i}, y alturas de infinito n, las propiedades más limitadas de la tetración reducen la capacidad de generalizarla.

### Base cero o compleja

#### Base cero
La exponencial {\displaystyle 0^{0}} no está definida de forma consistente. Por lo tanto, las tetraciones {\displaystyle \,{^{n}0}} no están claramente definidas por la fórmula dada anteriormente. Sin embargo, {\displaystyle \lim _{x\rightarrow 0}{}^{n}x} está bien definida, y existe:
{\displaystyle \lim _{x\rightarrow 0}{}^{n}x={\begin{cases}1,&n{\text{ par}}\\0,&n{\text{ impar}}\end{cases}}}
Por lo tanto, podríamos definir consistentemente {\displaystyle {}^{n}0=\lim _{x\rightarrow 0}{}^{n}x}. Esto es análogo a definir {\displaystyle 0^{0}=1}.
Bajo esta generalización, {\displaystyle {}^{0}0=1}, por lo que la regla {\displaystyle {{0}a}=1} de la definición original sigue vigente.

#### Bases complejas

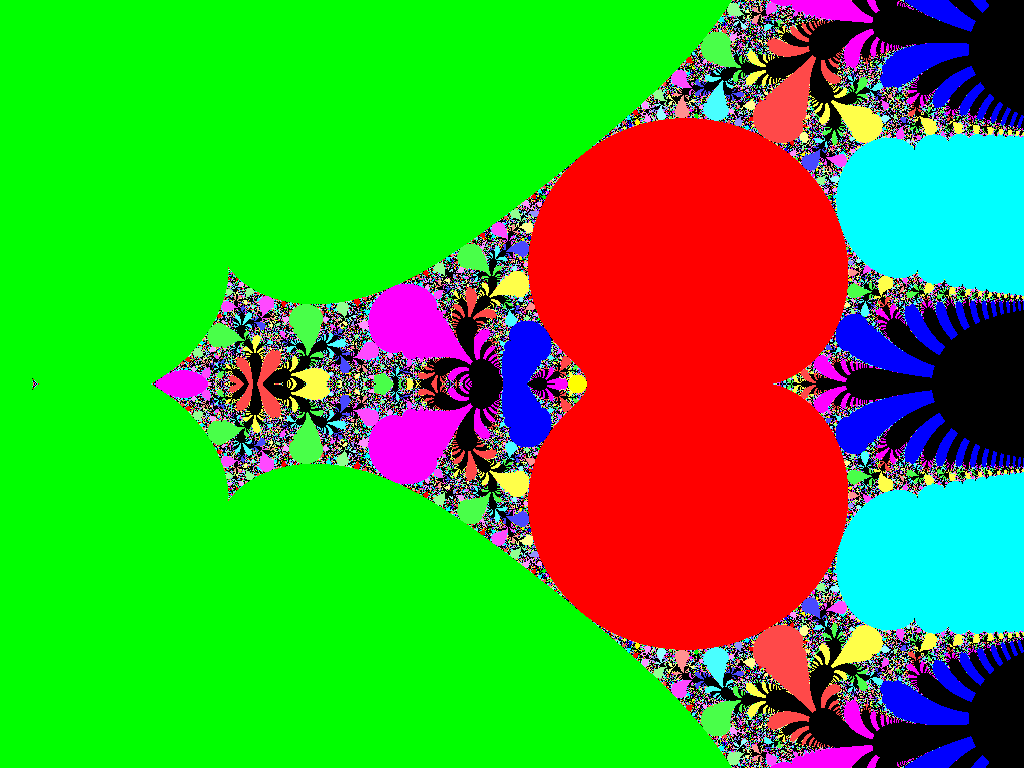
Tetración por período

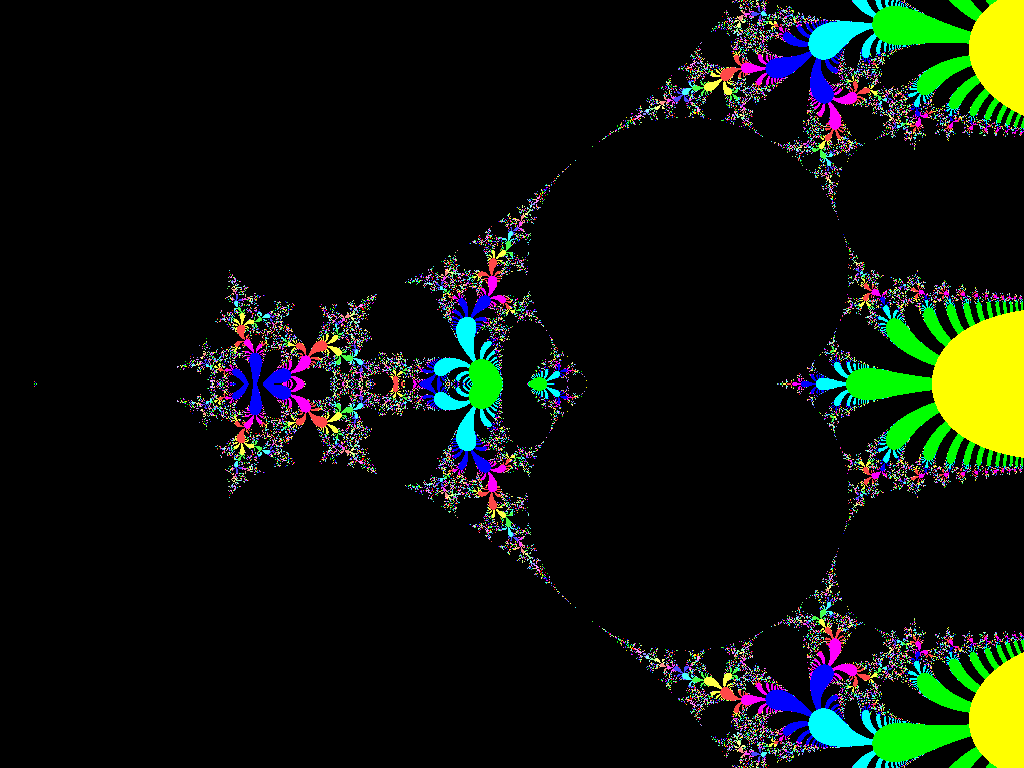
Tetración por escape

Dado que los números complejos se pueden elevar a potencias, la tetración se puede aplicar a bases de la forma z = a + bi (donde a y b son reales). Por ejemplo, en nz con z = i, la tetrización se consigue utilizando la rama principal del logaritmo natural; utilizando la fórmula de Euler obtenemos la relación:
{\displaystyle i^{a+bi}=e^{{\frac {1}{2}}{\pi i}(a+bi)}=e^{-{\frac {1}{2}}{\pi b}}\left(\cos {\frac {\pi a}{2}}+i\sin {\frac {\pi a}{2}}\right)}
Esto sugiere una definición recursiva para {\displaystyle {}^{n+1}i=a'+b'i} dado cualquier {\displaystyle {}^{n}i=a+bi}:
{\displaystyle {\begin{aligned}a'&=e^{-{\frac {1}{2}}{\pi b}}\cos {\frac {\pi a}{2}}\\[2pt]b'&=e^{-{\frac {1}{2}}{\pi b}}\sin {\frac {\pi a}{2}}\end{aligned}}}
Esto permite encontrar los siguientes valores aproximados:
| {\textstyle {}^{n}i}                          | Valor aproximado |
| --------------------------------------------- | ---------------- |
| {\textstyle {}^{1}i=i}                        | i                |
| {\textstyle {}^{2}i=i^{\left({}^{1}i\right)}} | 0.2079           |
| {\textstyle {}^{3}i=i^{\left({}^{2}i\right)}} | 0.9472 + 0.3208i |
| {\textstyle {}^{4}i=i^{\left({}^{3}i\right)}} | 0.0501 + 0.6021i |
| {\textstyle {}^{5}i=i^{\left({}^{4}i\right)}} | 0.3872 + 0.0305i |
| {\textstyle {}^{6}i=i^{\left({}^{5}i\right)}} | 0.7823 + 0.5446i |
| {\textstyle {}^{7}i=i^{\left({}^{6}i\right)}} | 0.1426 + 0.4005i |
| {\textstyle {}^{8}i=i^{\left({}^{7}i\right)}} | 0.5198 + 0.1184i |
| {\textstyle {}^{9}i=i^{\left({}^{8}i\right)}} | 0.5686 + 0.6051i |

### Generalizaciones para diferentes alturas

#### Alturas infinitas

de la exponencial infinitamente iterada converge para las bases.

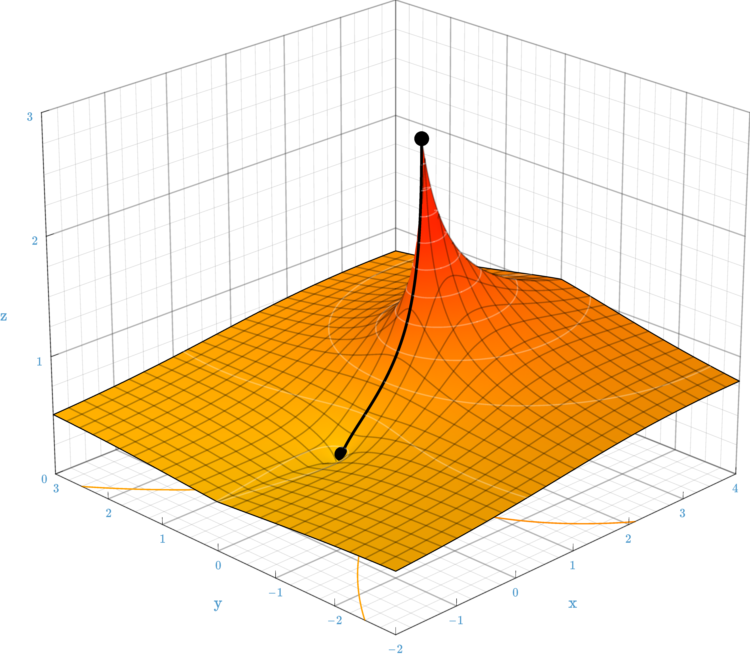
La función en el plano complejo, mostrando la función exponencial infinitamente iterada de valor real (curva negra)

La tetración puede extenderse a las alturas infinitas; es decir, para ciertos valores de a y n en {\displaystyle {}^{n}a}, existe un resultado bien definido para un n infinito. Esto se debe a que para bases dentro de un cierto intervalo, la tetrización converge a un valor finito a medida que la altura tiende al infinito. Por ejemplo, {\displaystyle {\sqrt {2}}^{{\sqrt {2}}^{{\sqrt {2}}^{\cdot ^{\cdot ^{}}}}}} converge a 2, y por tanto puede decirse que es igual a 2. La tendencia a 2 puede verse evaluando una pequeña torre finita:
{\displaystyle {\begin{aligned}{\sqrt {2}}^{{\sqrt {2}}^{{\sqrt {2}}^{{\sqrt {2}}^{{\sqrt {2}}^{1.414}}}}}&\approx {\sqrt {2}}^{{\sqrt {2}}^{{\sqrt {2}}^{{\sqrt {2}}^{1.63}}}}\\&\approx {\sqrt {2}}^{{\sqrt {2}}^{{\sqrt {2}}^{1.76}}}\\&\approx {\sqrt {2}}^{{\sqrt {2}}^{1.84}}\\&\approx {\sqrt {2}}^{1.89}\\&\approx 1.93\end{aligned}}}
En general, la exponencial infinitamente iterada {\displaystyle x^{x^{\cdot ^{\cdot ^{\cdot }}}}\!\!}, definida como el límite de {\displaystyle {}^{n}x} a medida que n crece a infinito, converge para {\displaystyle e^{-e}\leq x\leq e^{1/e}}, aproximadamente el intervalo de 0. 066 a 1,44, resultado demostrado por Leonhard Euler. El límite, si existe, es una solución real positiva de la ecuación 1=y = xy. Así,  1 =x = y1/y. El límite que define la exponencial infinita de x no existe cuando x > e1/e porque el máximo de y1/y es e1/e. El límite tampoco existe cuando 0 < x < e-e.
Esto puede extenderse a los números complejos z con la definición:
{\displaystyle {}^{infty}z=z^{z^{\cdot ^{\cdot ^{\cdot }}}}={\frac {\mathrm {W} (-\ln {z})}{-\ln {z}}}~,}
donde {\displaystyle W} representa la función W de Lambert.
Como el límite 1=y = ∞x (si existe en la recta real positiva, es decir para e-e ≤ x ≤ e1/e) debe satisfacer 1=xy = y vemos que 1=x ↦ y = ∞x es (la rama inferior de) la función inversa de 1=y ↦ x = y1/y.

#### Alturas negativas
Podemos utilizar la regla recursiva de la tetración,
{\displaystyle {^{k+1}a}=a^{\left({^{k}a}\right)},}
para demostrar que {\displaystyle {}^{-1}a}:
{\displaystyle ^{k}a=\log _{a}\left(^{k+1}a\right);}
Sustituyendo -1 por k se obtiene
{\displaystyle {}^{-1}a=\log _{a}\left({}^{0}a\right)=\log _{a}1=0}.
Los valores negativos más pequeños no pueden ser bien definidos de esta manera. Sustituyendo -2 por k en la misma ecuación se obtiene
{\displaystyle {}^{-2}a=\log _{a}\left({}^{-1}a\right)=\log _{a}0=-\infty }
que no está bien definida. Sin embargo, a veces pueden considerarse conjuntos.
Para {\displaystyle n=1}, cualquier definición de {\displaystyle \,\!{^{-1}1}} es consistente con la regla porque
{\displaystyle {^{0}1}=1=1^{n}} para cualquier {\displaystyle ,\!n={^{-1}1}}.

#### Alturas reales
En este momento no existe una solución comúnmente aceptada para el problema general de extender la tetración a los valores reales o complejos de n. Sin embargo, ha habido múltiples enfoques hacia la cuestión, y a continuación se esbozan diferentes enfoques.
En general, el problema es encontrar - para cualquier real a > 0 - una función superexponencial {\displaystyle ,f(x)={}^{x}a} sobre reales x > -2 que satisfaga
- {\displaystyle \,{}^{-1}a=0}
- {\displaystyle \,{}^{0}a=1}
- {\displaystyle \,{}^{x}a=a^{\left({}^{x-1}a\right)}}para todo número real {\displaystyle x>-1.}[5]